# Cornel Fredericks
Cornel Fredericks (ur. 3 marca 1990) – południowoafrykański lekkoatleta, płotkarz.

## Osiągnięcia
| Rok  | Impreza                               | Miejsce   | Konkurencja                          | Lokata            | Wynik   |
| ---- | ------------------------------------- | --------- | ------------------------------------ | ----------------- | ------- |
| 2006 | Gimnazjada                            | Saloniki  | bieg na 110 m przez płotki (91,4 cm) | 3. miejsce        | 13,84   |
| 2006 | Gimnazjada                            | Saloniki  | bieg na 400 m przez płotki (84 cm)   | 2. miejsce        | 52,32   |
| 2007 | Mistrzostwa świata juniorów młodszych | Ostrawa   | bieg na 400 m przez płotki (84 cm)   | 5. miejsce        | 51,04   |
| 2008 | Mistrzostwa świata juniorów           | Bydgoszcz | bieg na 400 m przez płotki           | 4. miejsce        | 50,39   |
| 2008 | Mistrzostwa świata juniorów           | Bydgoszcz | sztafeta 4 x 400 m                   | el. – 17. miejsce | 3:12,09 |
| 2008 | Igrzyska Wspólnoty Narodów młodzieży  | Pune      | bieg na 110 m przez płotki (99 cm)   | 2. miejsce        | 13,99   |
| 2008 | Igrzyska Wspólnoty Narodów młodzieży  | Pune      | sztafeta 4 x 100 m                   | 4. miejsce        | 41,32   |
| 2009 | Uniwersjada                           | Belgrad   | bieg na 400 m przez płotki           | 4. miejsce        | 49,93   |
| 2009 | Uniwersjada                           | Belgrad   | sztafeta 4 x 400 m                   | 6. miejsce        | 3:09,82 |
| 2009 | Mistrzostwa Afryki juniorów           | Bambous   | bieg na 400 m przez płotki           | 1. miejsce        | 50,05   |
| 2009 | Mistrzostwa Afryki juniorów           | Bambous   | bieg na 110 m przez płotki (99 cm)   | 1. miejsce        | 14,36   |
| 2009 | Mistrzostwa Afryki juniorów           | Bambous   | sztafeta 4 x 400 m                   | 2. miejsce        | 3:13,95 |
| 2010 | Mistrzostwa Afryki                    | Nairobi   | bieg na 400 m przez płotki           | 2. miejsce        | 48,79   |
| 2011 | Mistrzostwa świata                    | Daegu     | bieg na 400 m przez płotki           | 5. miejsce        | 49,12   |
| 2012 | Igrzyska olimpijskie                  | Londyn    | bieg na 400 m przez płotki           | eliminacje        | 52,29   |
| 2013 | Mistrzostwa świata                    | Moskwa    | bieg na 400 m przez płotki           | półfinał          | 48,58   |
| 2014 | Igrzyska Wspólnoty Narodów            | Glasgow   | bieg na 400 m przez płotki           | 1. miejsce        | 48,50   |
| 2014 | Mistrzostwa Afryki                    | Marrakesz | bieg na 400 m przez płotki           | 1. miejsce        | 48,78   |
| 2014 | Puchar interkontynentalny             | Marrakesz | bieg na 400 m przez płotki           | 1. miejsce        | 48,34   |
| 2016 | Mistrzostwa Afryki                    | Durban    | bieg na 400 m przez płotki           | 6. miejsce        | 49,82   |
| 2018 | Puchar interkontynentalny             | Ostrawa   | bieg na 400 m przez płotki           | 7. miejsce        | 50,54   |

Medalista mistrzostw RPA (w tym złoto w biegu na 400 metrów przez płotki w 2010 i 2012).

## Rekordy życiowe
- bieg na 400 m przez płotki – 48,14 (2011)
- bieg na 300 m przez płotki – 35,15 (2010) rekord Afryki